# フィルミン・エンドンベ・ムベレ
フィルミン・エンドンベ・ムベレ（Firmin Ndombe Mubele 、1994年4月17日 - ）は、旧ザイール・キンシャサ出身のプロサッカー選手。コンゴ民主共和国代表。ポジションは、フォワード。

## クラブ経歴
2013年3月のCAFチャンピオンズリーグ2014・カイザー・チーフスFC戦でハットトリックを達成した。
2015年7月、ドーハのアル・アハリSCに移籍。
2017年1月30日、リーグ・アンのスタッド・レンヌに移籍。
2018年1月30日、トゥールーズFCへ買取オプション付きのレンタル移籍で加入。2018年7月1日、トゥールーズFCへ完全移籍。

## 代表歴
トゥーロン国際大会2013にU20コンゴ民主共和国代表の一員として参加した。
2013年からA代表に招集されている。

### ゴール
| #  | 開催日         | 会場             | 対戦国             | スコア | 結果 | 試合概要                                       |
| -- | -------------- | ---------------- | ------------------ | ------ | ---- | ---------------------------------------------- |
| 1. | 2013年8月26日  | ガルア           | カメルーン         | 1–0    | 1–0  | アフリカネイションズチャンピオンシップ2014予選 |
| 2. | 2014年9月10日  | ルブンバシ       | シエラレオネ       | 1–0    | 2–0  | アフリカネイションズカップ2015予選             |
| 3. | 2015年6月14日  | キンシャサ       | マダガスカル       | 1–0    | 2–0  | アフリカネイションズカップ2017予選             |
| 4. | 2015年11月12日 | ブジュンブラ     | ブルンジ           | 2–2    | 3–2  | 2018 FIFAワールドカップ予選                    |
| 5. | 2015年11月12日 | ブジュンブラ     | ブルンジ           | 3–2    | 3–2  | 2018 FIFAワールドカップ予選                    |
| 6. | 2016年9月4日   | キンシャサ       | 中央アフリカ共和国 | 2–0    | 4–1  | アフリカネイションズカップ2017予選             |
| 7. | 2017年1月24日  | キンシャサ       | リビア             | 4–0    | 4–0  | 2018 FIFAワールドカップ予選                    |
| 8. | 2017年1月24日  | ポールジャンティ | トーゴ             | 2–0    | 3–1  | アフリカネイションズカップ2017                 |
| 9. | 2017年10月7日  | モナスティル     | リビア             | 2–1    | 2–1  | 2018 FIFAワールドカップ予選                    |